# Dart (film)
Dart är en svensk kortfilm från 2007 i regi av Måns Wide.

## Handling
Det här kunde varit en vanlig dag i Harrys liv, men en gammal ungdomssynd hinner ikapp honom och snart vet han inte om han kommer att överleva dagen.

## Rollista
- Michael Petersson – Harry
- Mats Eklund – Peo
- Andreas Lachenardiére – Expediten
- Karsten Karlsson – Bartendern